# Los Angeles Film Critics Association Awards 2012
La 38ª edizione dei Los Angeles Film Critics Association Awards si è tenuta il 9 dicembre 2012, per onorare il lavoro nel mondo del cinema per l'anno 2012.

## Premi
Miglior film
- Amour, regia di Michael Haneke
  - 2º classificato: The Master, regia di Paul Thomas Anderson

Miglior attore
- Joaquin Phoenix - The Master
  - 2º classificato: Denis Lavant - Holy Motors

Miglior attrice
- Emmanuelle Riva - Amour
- Jennifer Lawrence - Il lato positivo - Silver Linings Playbook (Silver Linings Playbook)

Miglior regista
- Paul Thomas Anderson - The Master
  - 2º classificato: Kathryn Bigelow - Zero Dark Thirty

Miglior attore non protagonista
- - 2º classificato: Christoph Waltz - Django Unchained

Miglior attrice non protagonista
- Amy Adams - The Master
  - 2º classificato: Anne Hathaway - Il cavaliere oscuro - Il ritorno (The Dark Knight Rises) e Les Misérables

Miglior sceneggiatura
- Chris Terrio - Argo
  - 2º classificato: David O. Russell - Il lato positivo - Silver Linings Playbook (Silver Linings Playbook)

Miglior fotografia
- Roger Deakins - Skyfall
  - 2º classificato: Mihai Mălaimare Jr. - The Master

Miglior scenografia
- Jack Fisk e David Crank - The Master
  - 2º classificato: Adam Stockhausen - Moonrise Kingdom - Una fuga d'amore (Moonrise Kingdom)

Miglior montaggio
- Dylan Tichenor e William Goldenberg - Zero Dark Thirty
  - 2º classificato: William Goldenberg - Argo

Miglior colonna sonora
- Dan Romer e Benh Zeitlin - Re della terra selvaggia (Beasts of the Southern Wild)
  - 2º classificato: Jonny Greenwood - The Master

Miglior film in lingua straniera
- Holy Motors, regia di Leos Carax  ·  Francia
  - 2º classificato: Hearat Shulayim (Hearat Shulayim), regia di Joseph Cedar  ·  Israele

Miglior film d'animazione
- Frankenweenie (Frankenweenie), regia di Tim Burton
  - 2º classificato: It's Such a Beautiful Day, regia di Don Hertzfeldt

Miglior documentario
- The Gatekeepers - I guardiani di Israele (שומרי הסף), regia di Dror Moreh
  - 2º classificato: Searching for Sugar Man, regia di Malik Bendjelloul

Miglior film sperimentale/indipendente
- Lucien Castaing-Taylor e Véréna Paravel - Leviathan

New Generation Award
- Benh Zeitlin - Re della terra selvaggia (Beasts of the Southern Wild)

Career Achievement Award
- Frederick Wiseman